# دمیتری مالیشکو
دمیتری مالیشکو (روسی: Дмитрий Владимирович Малышко؛ زادهٔ ۱۹ مارس ۱۹۸۷) ورزشکار دوگانه اهل روسیه است.
وی همچنین برندهٔ جوایزی همچون نشان دوستی شده‌است.